# EP3
EP3 è il terzo EP delle Uh Huh Her, pubblicato l'11 dicembre 2012 negli Stati Uniti d'America.
L'album è in prevalenza acustico ed è cantato interamente da Camila Grey accompagnata principalmente dal pianoforte. Delicata la presenza di batteria, basso e tastiere che rendono l'EP un buon esperimento lontano dal solito genere della band.

## Tracce
1. Debris – 3:55
2. I See Red – 4:18
3. Black and Blue – 3:12
4. Not a Love Song – 2:50
5. Common reaction (live) – 3:51
6. Philosophy – 3:43